# Белка и Стрелка (галерея)

Галерея «Белка и Стрелка» — некоммерческая галерея современного искусства, созданная в 2005 году в Санкт-Петербурге художниками Виталием Пушницким и Дмитрием Пиликиным.

## О галерее
«Белка & Стрелка» представляет собой галерейно-выставочный проект петербургских художников Виталия Пушницкого и Дмитрия Пиликина, созданный ими в июле 2005 года. Проект придерживается стратегии «artists running spaces» и явочным порядком захватывает пустующие городские пространства для целей искусства. Галерея оккупировала чердак старого петербургского восьмиэтажного 1856 года постройки дома в центре города, на углу Фонтанки и Вознесенкого проспекта. Художники просто вычистили от хлама обитель бомжей и установили на входе железную дверь.
Выставка галереи «Сделано в СССР — после СССР» (2007, куратор Марина Колдобская), имела большой успех и в 2011 году также экспонировалась в Самарском  «Арт-центре».

## Избранные выставки
- 2009 — «Из жизни олигархо-опарышей». Ирина Дудина[8].
- 2007 — «Сделано в СССР — после СССР». Валерий Айзенберг, Петр Белый, Ольга Флоренская и др.[3][9]
- 2007 — «Новая живопись. Нора барсука». Пётр Швецов[10].
- 2007 — «X-PAN». Серж Головач[11].
- 2007 — «Инсталляция 37». Владимир Лило[12].
- 2006 — «Ненужный Алфавит». Пётр Белый[13].
- 2006 — «ДРАММАМАСКАРАД». Лиза Морозова[14].
- 2006 — «Без слов». Марина Колдобская[15].
- 2006 — «Новый Эрмитаж». Владимир Козин[16].
- 2005 — «Белка и Стрелка». Виталий Пушницкий, Дмитрий Пиликин, Вера Светлова[1][2][17].